# La Vallée des Singes
La Vallée des Singes is een dierentuin in Romagne (Vienne, Nouvelle-Aquitaine), Frankrijk.
Zoals de naam al laat blijken is het park gespecialiseerd in primaten. De collectie bestaat onder meer uit gorilla's, chimpansees, lemuren en dwergzijdeaapjes.

## Primaten

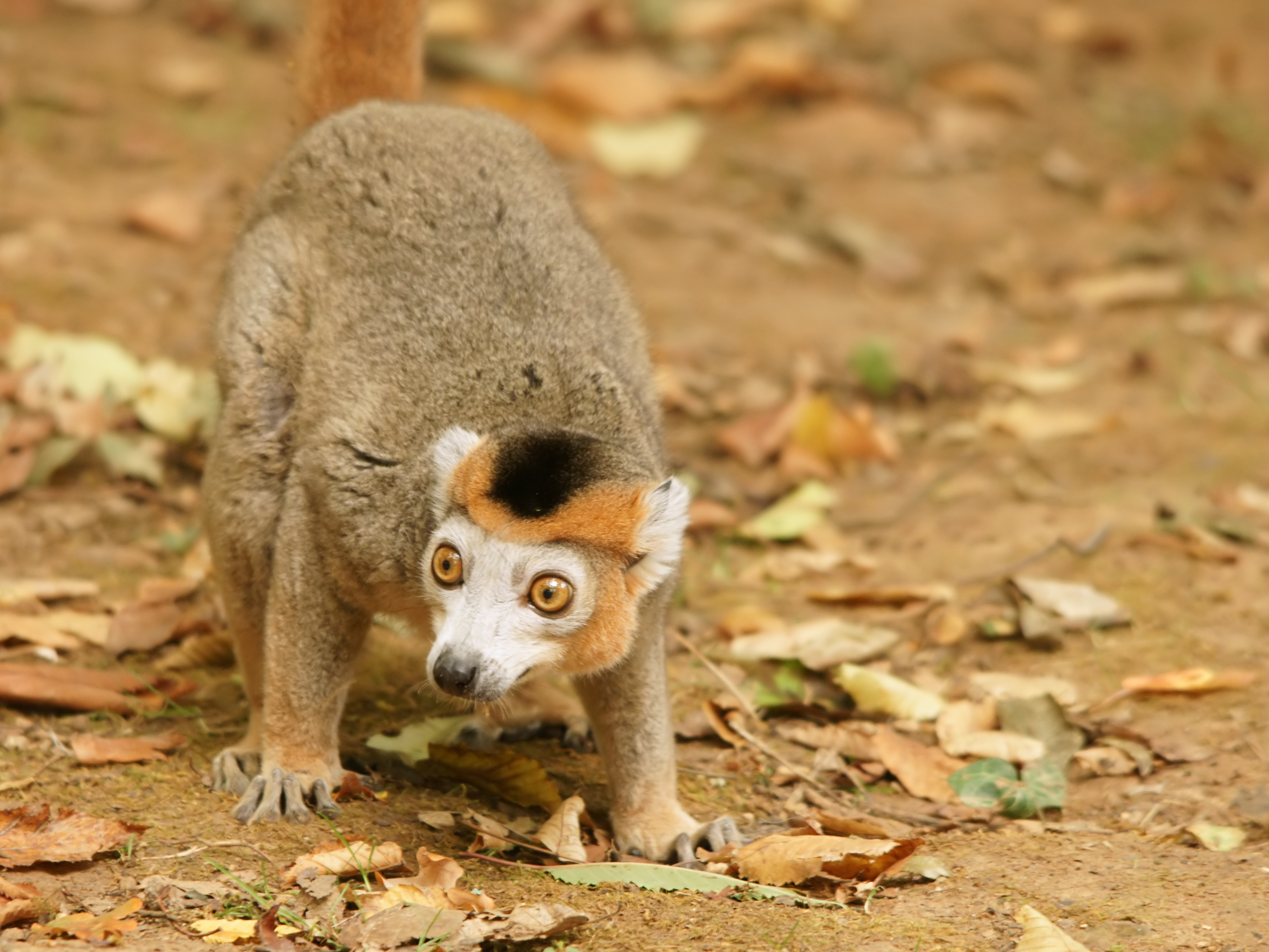
Eulemur coronatus
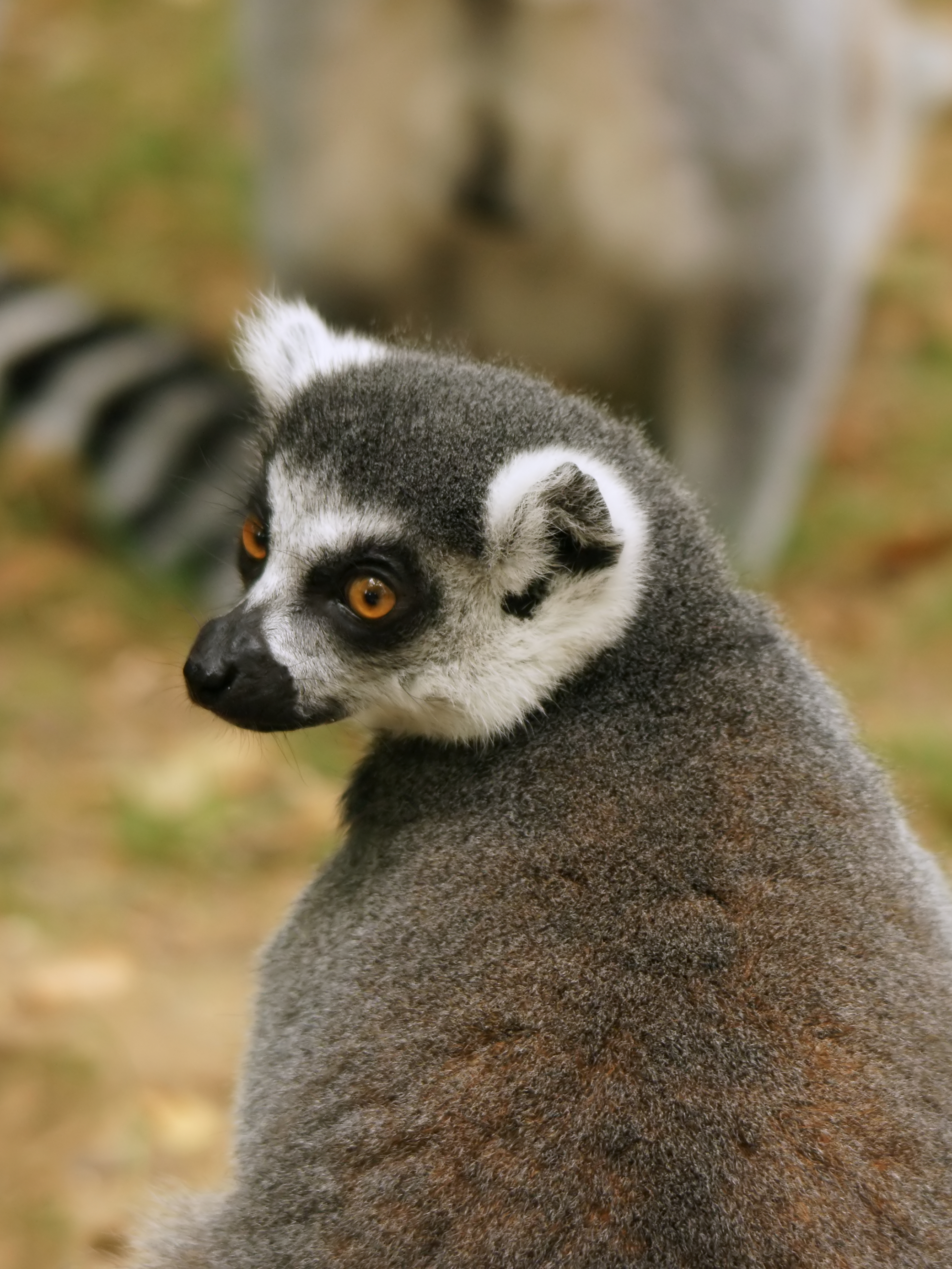
Lemur catta
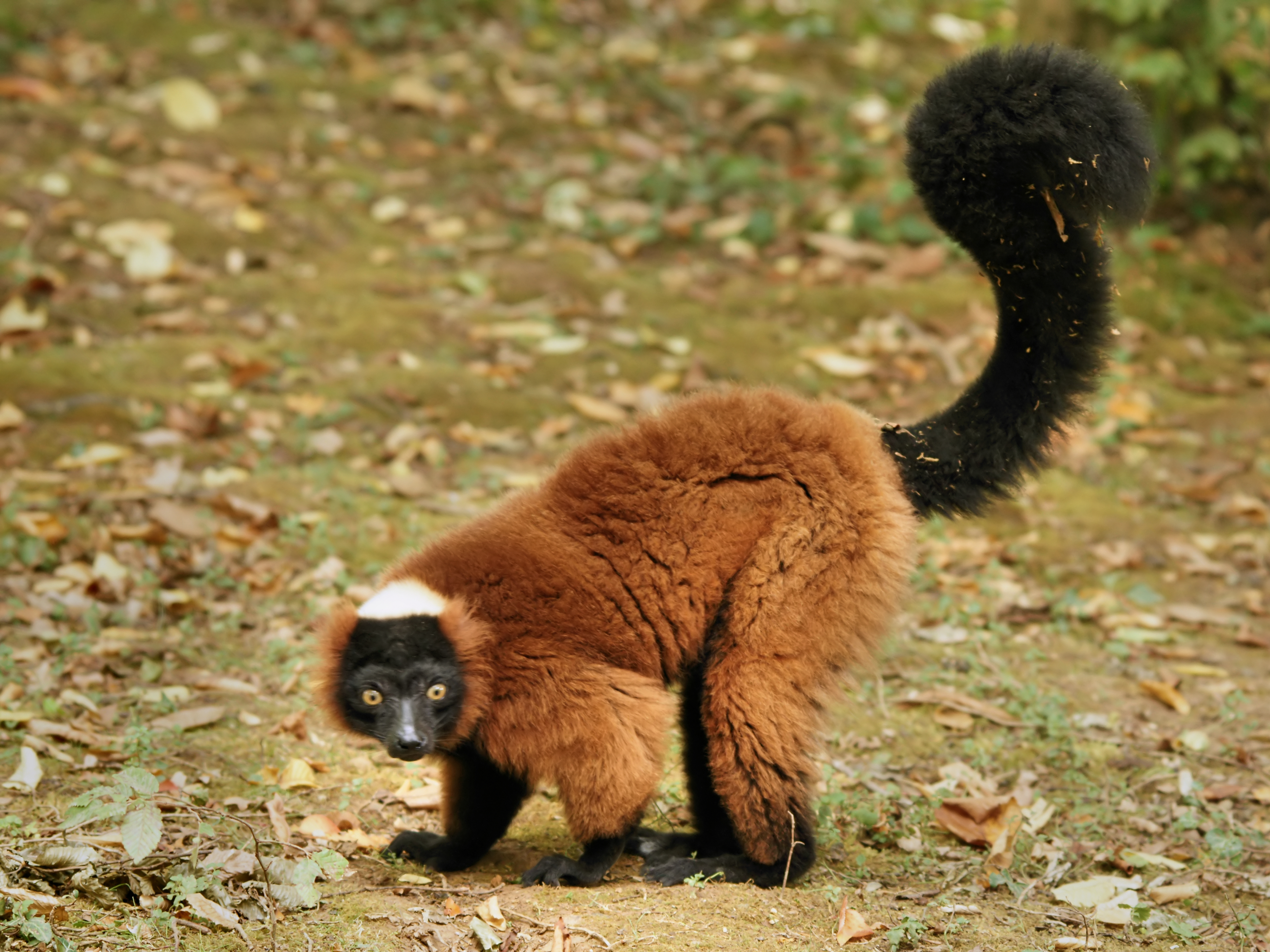
Varecia rubra
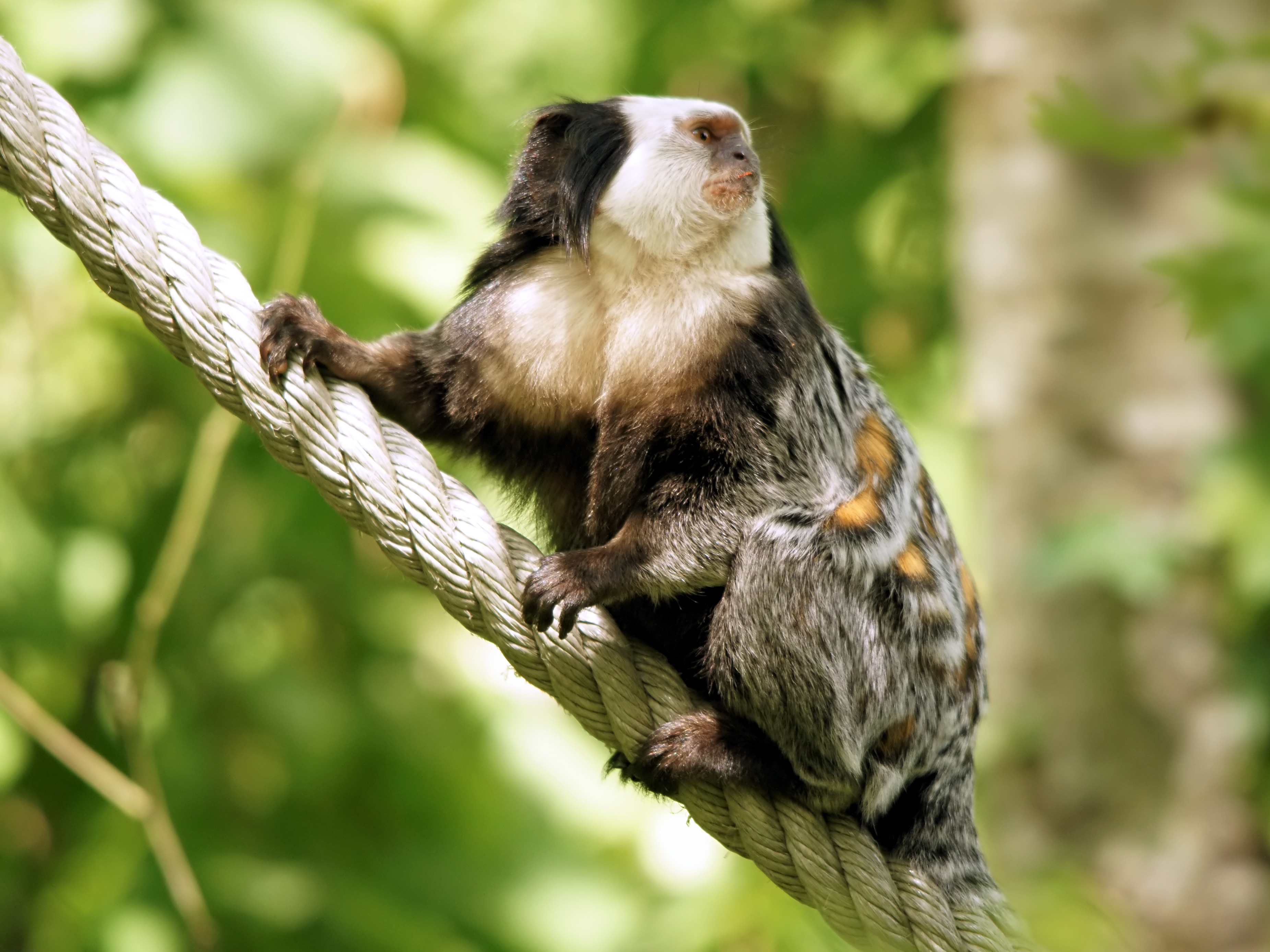
Callithrix geoffroyi
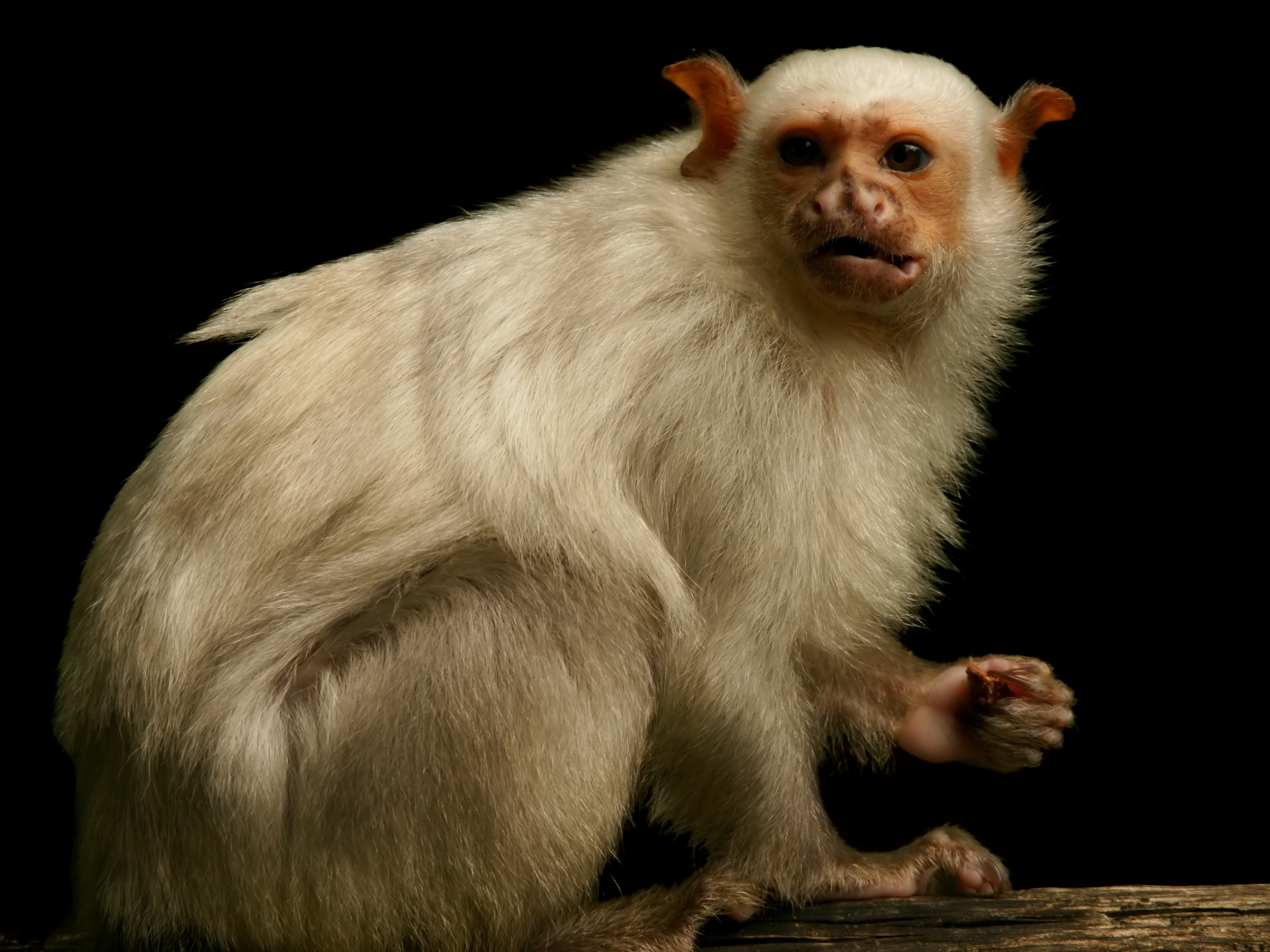
Mico argentatus
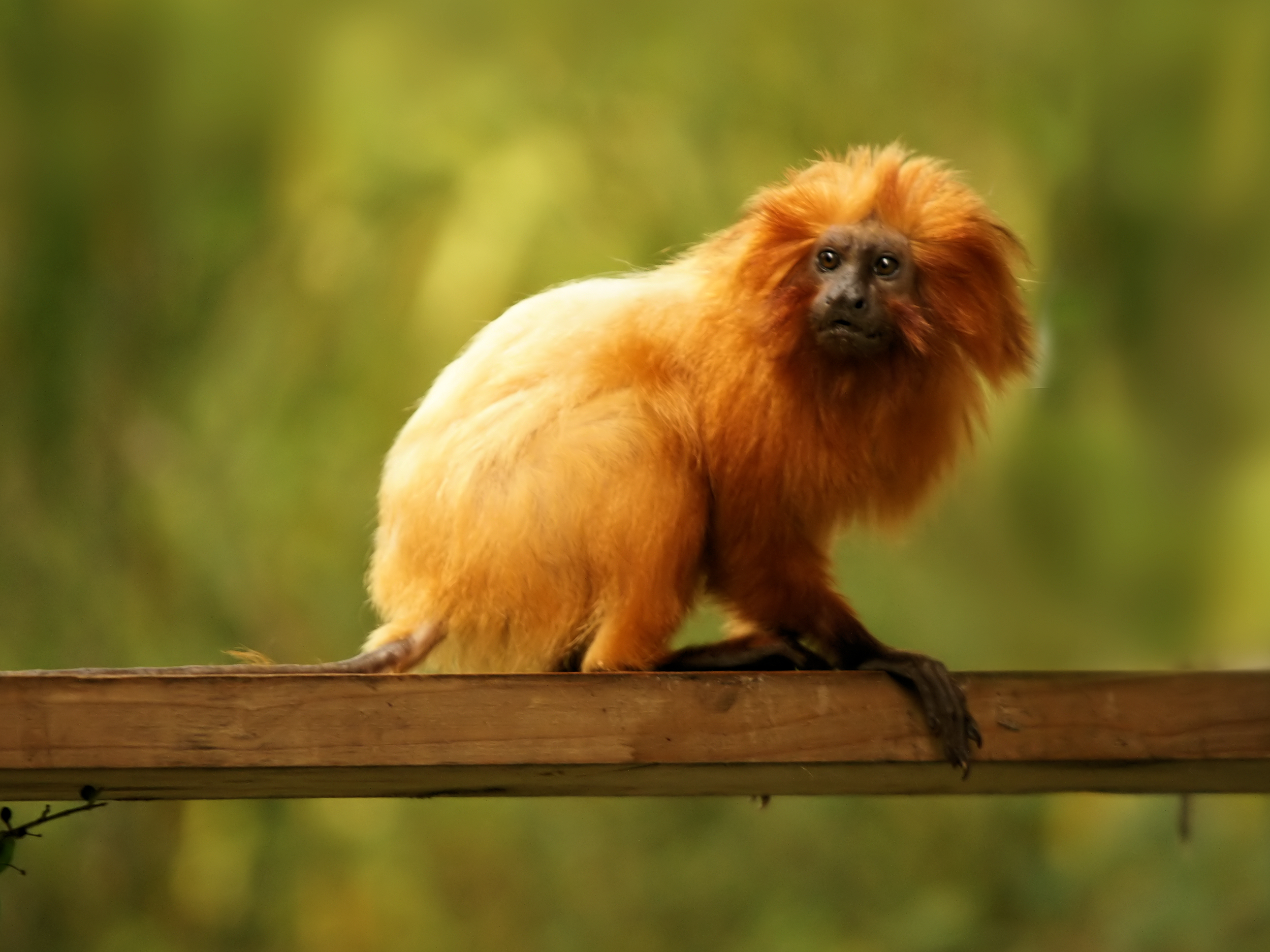
Leontopithecus rosalia
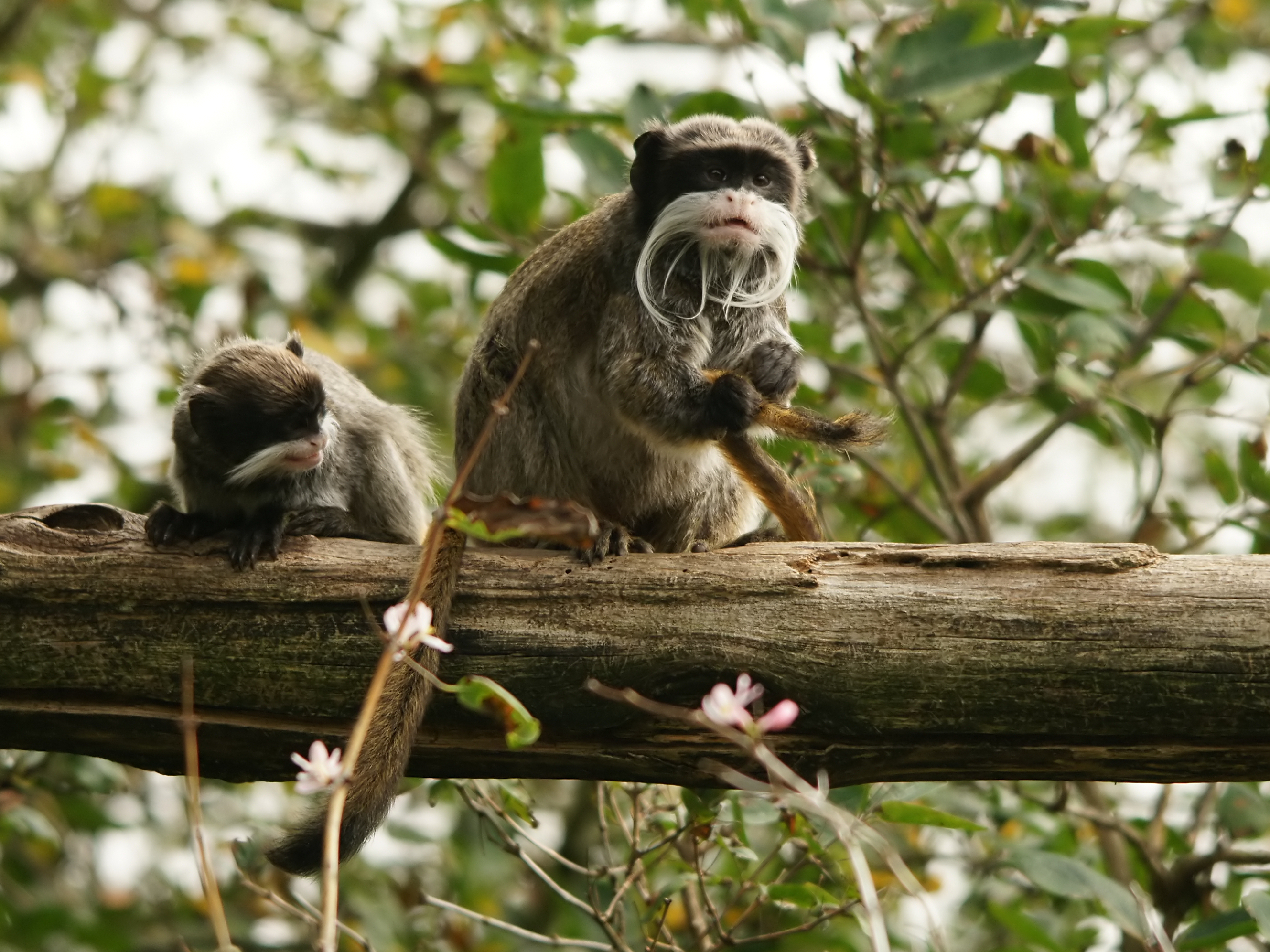
Saguinus imperator
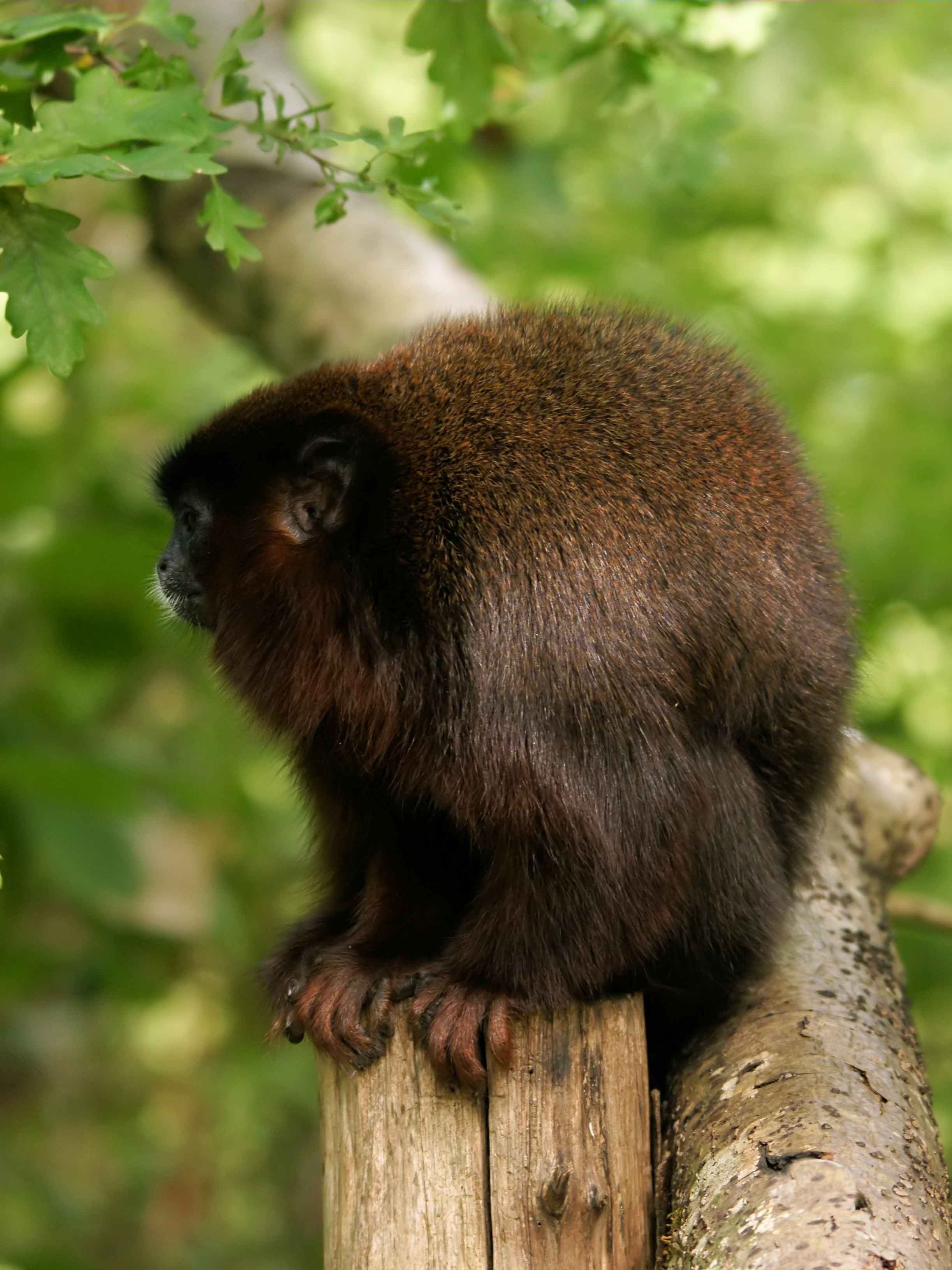
Callicebus cupreus
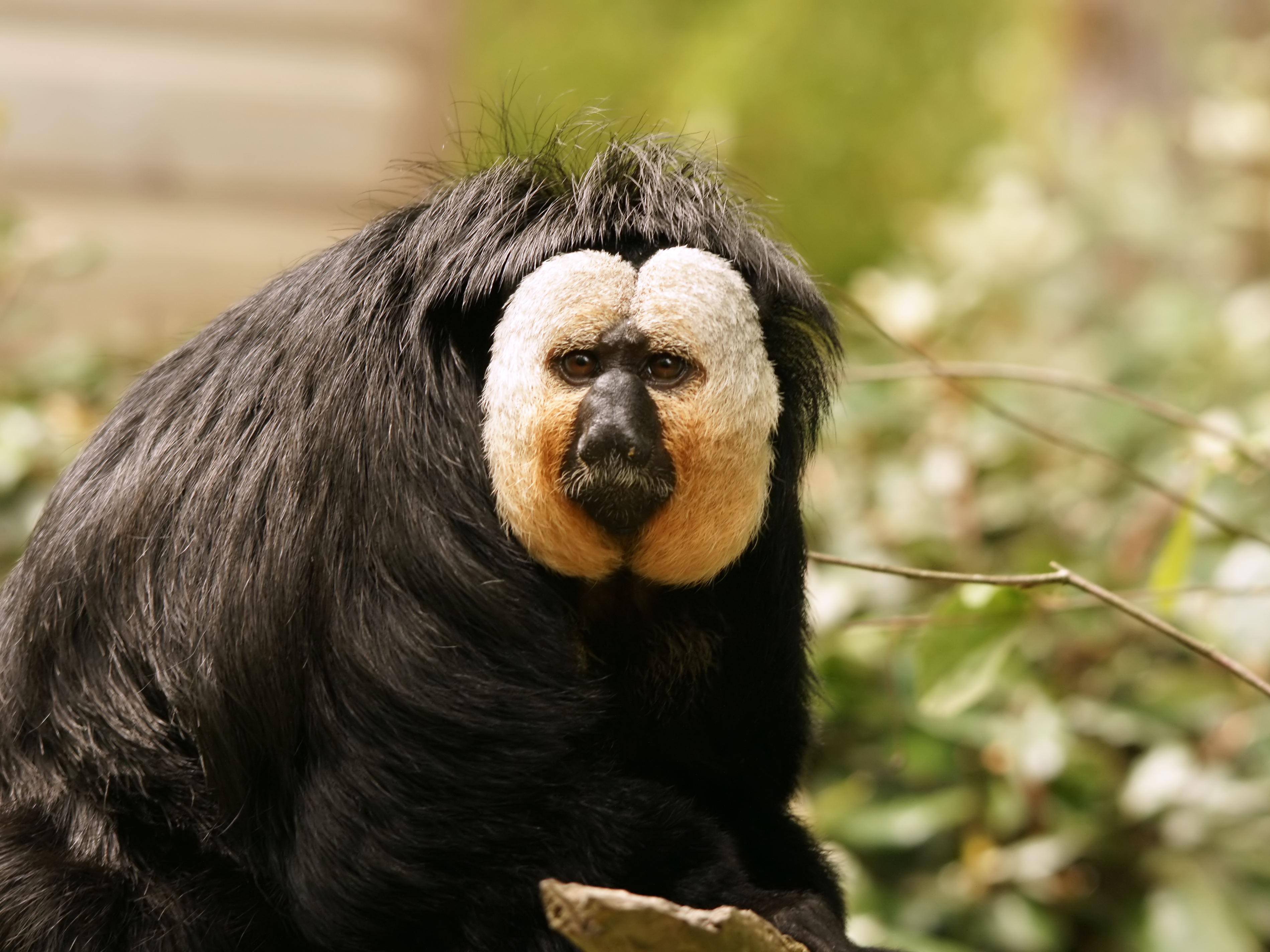
Pithecia pithecia
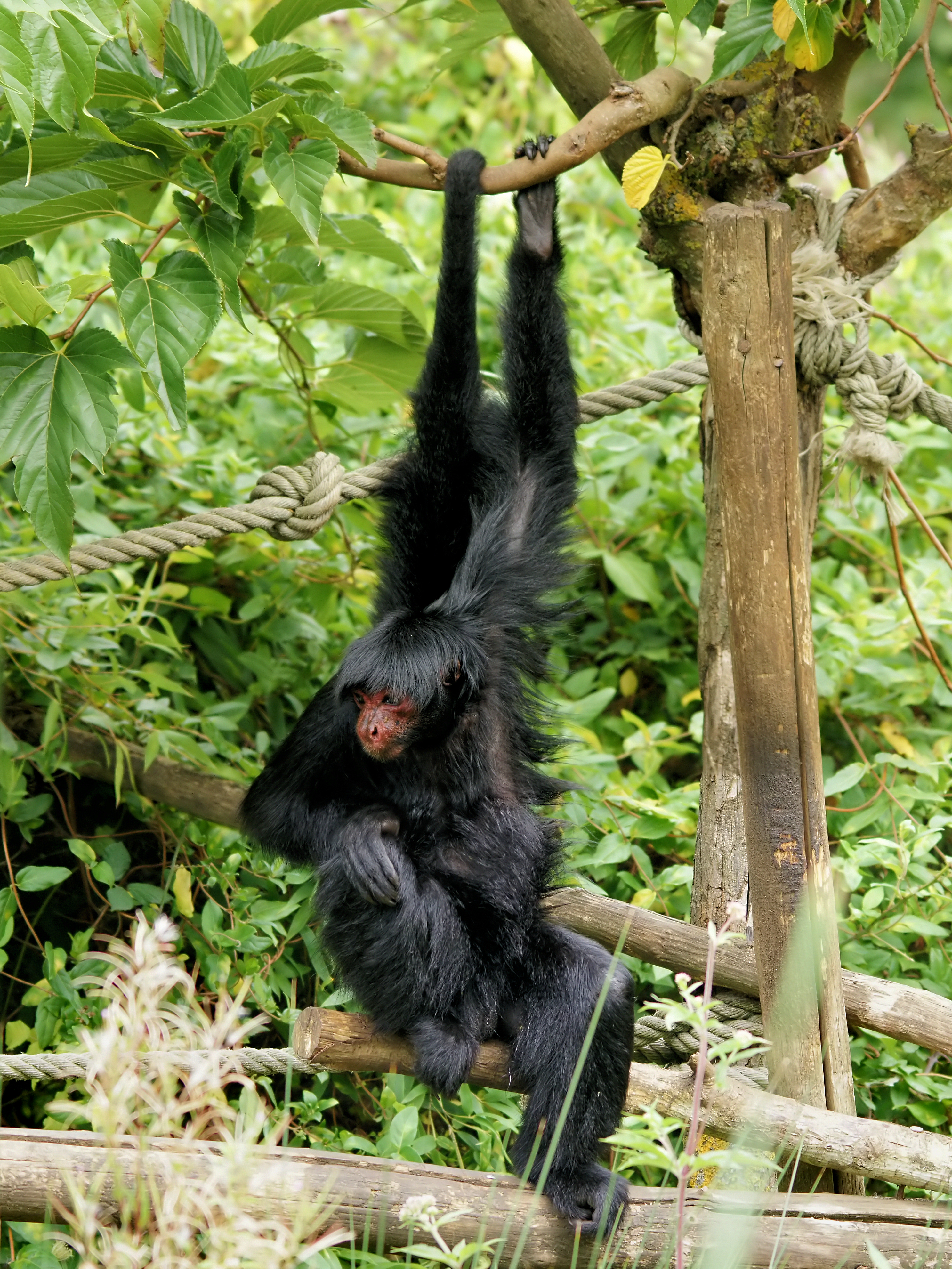
Ateles paniscus
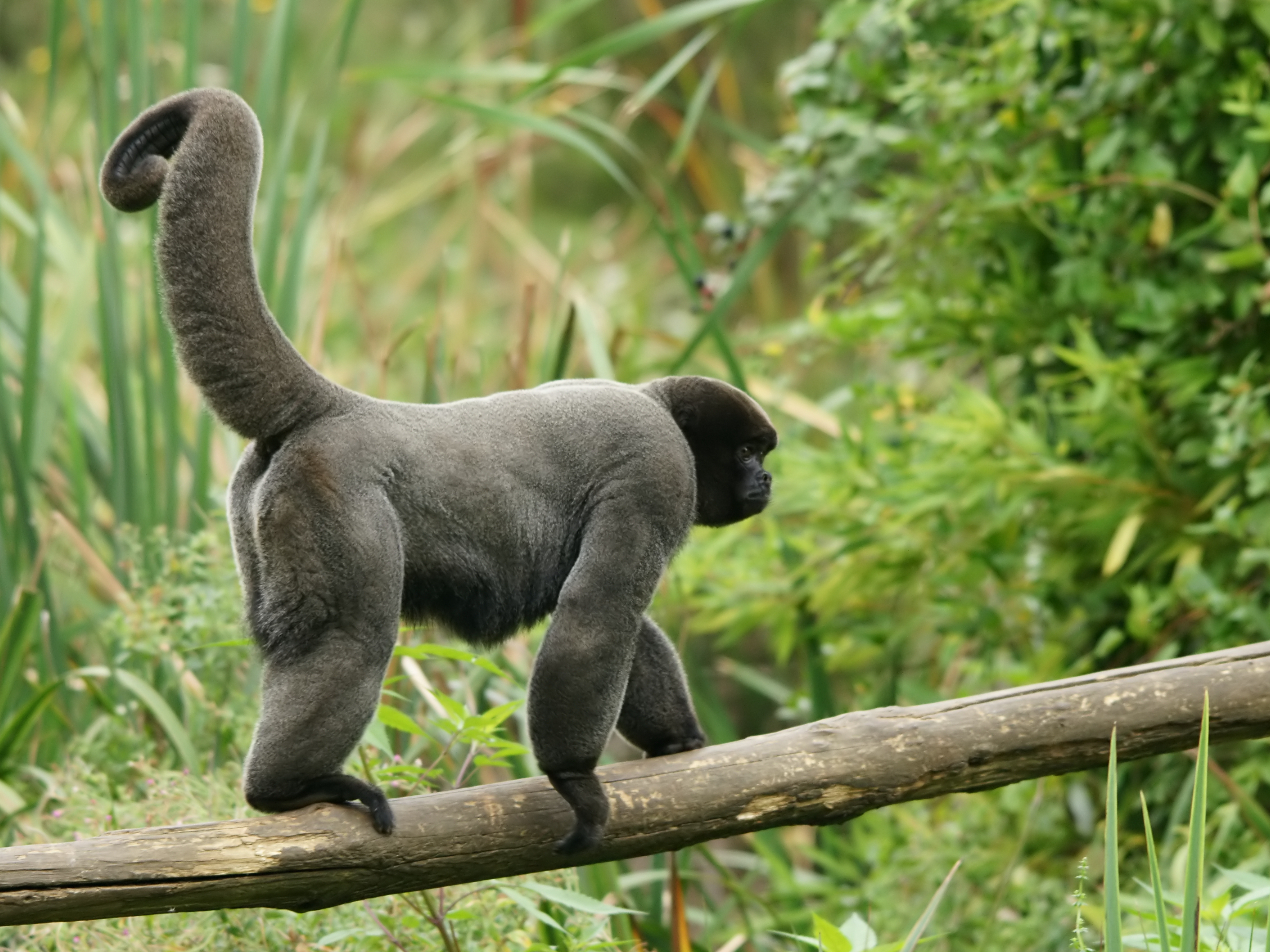
Lagothrix lagotricha
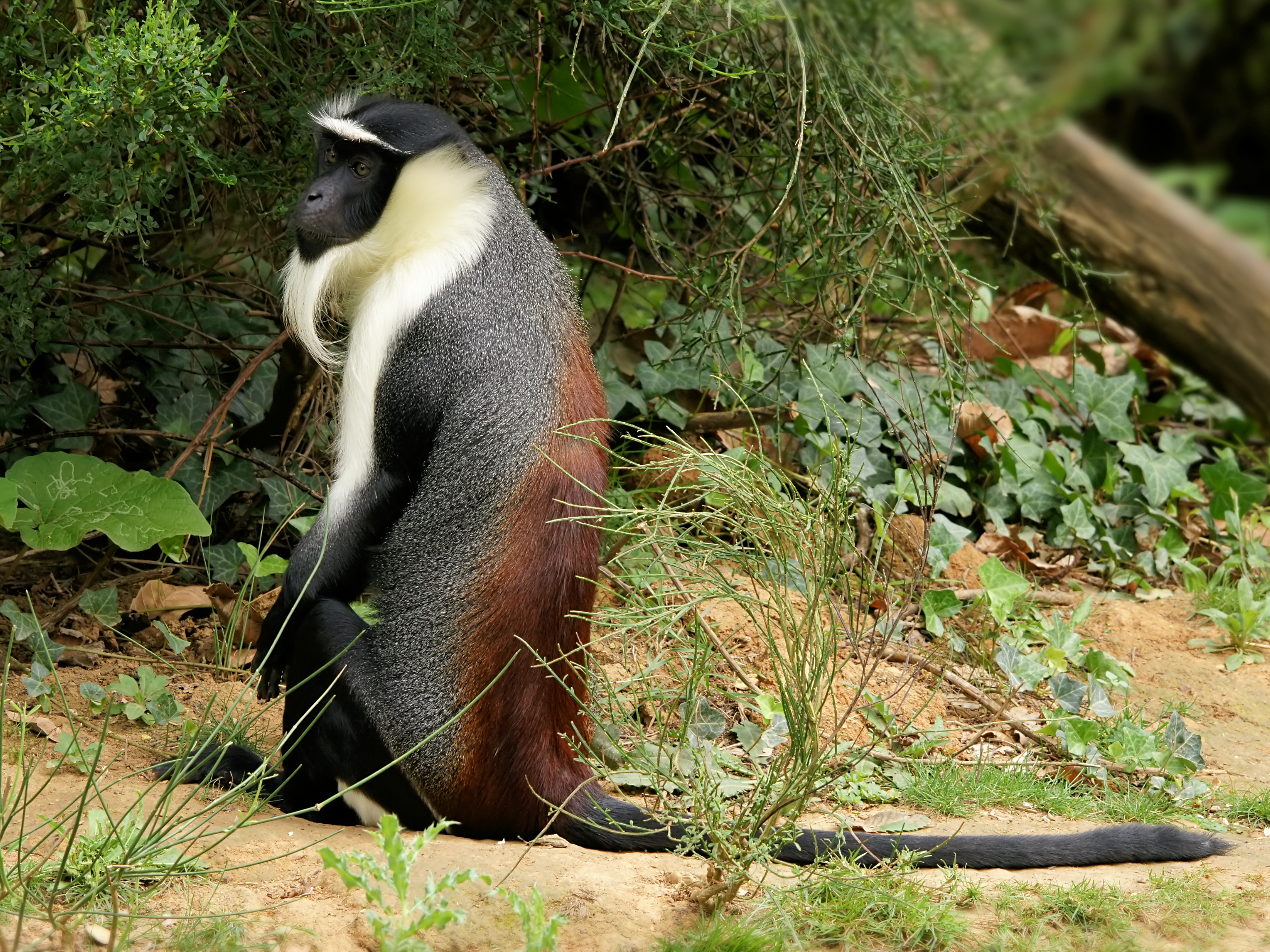
Cercopithecus roloway
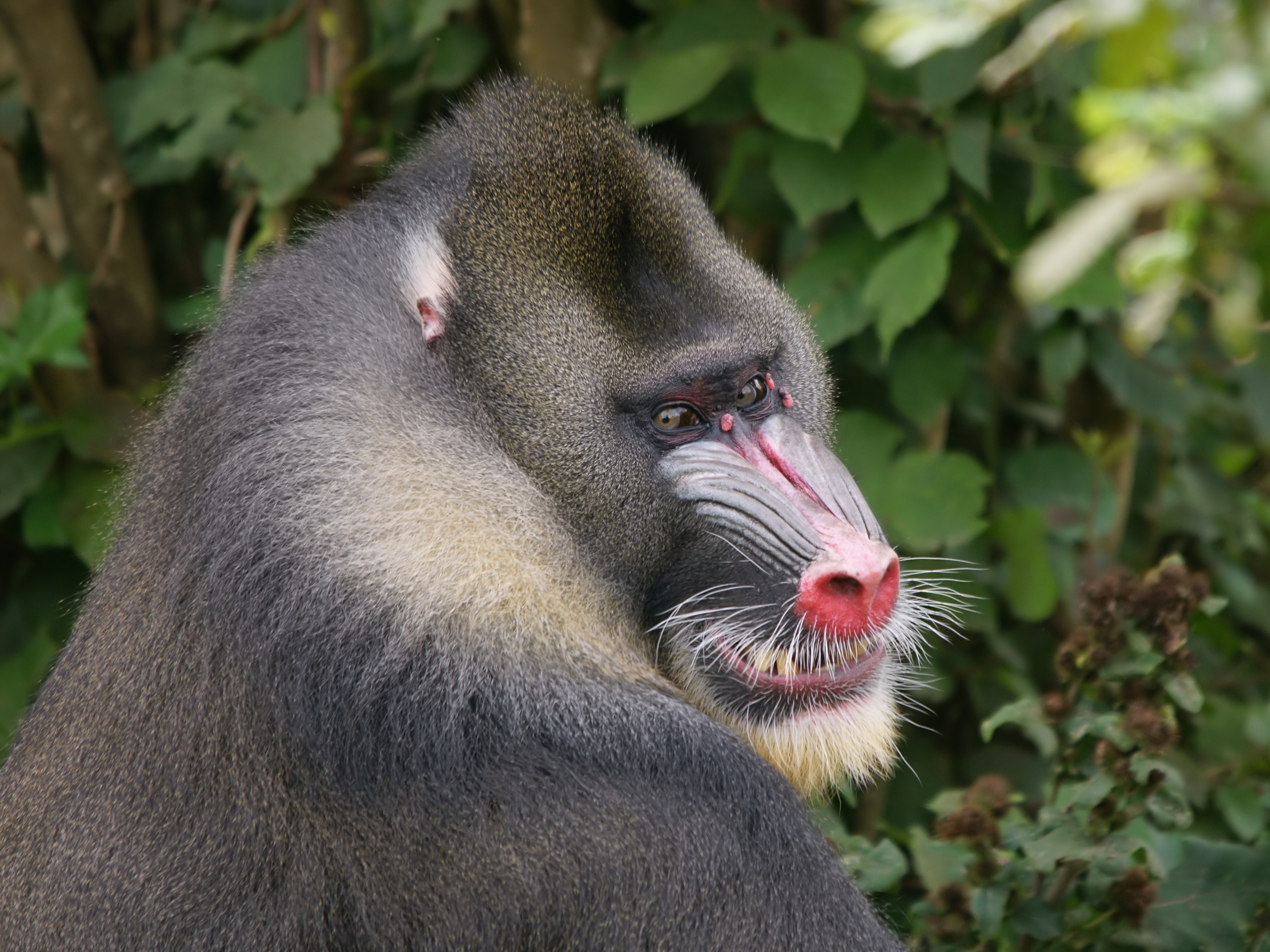
Mandrillus sphinx
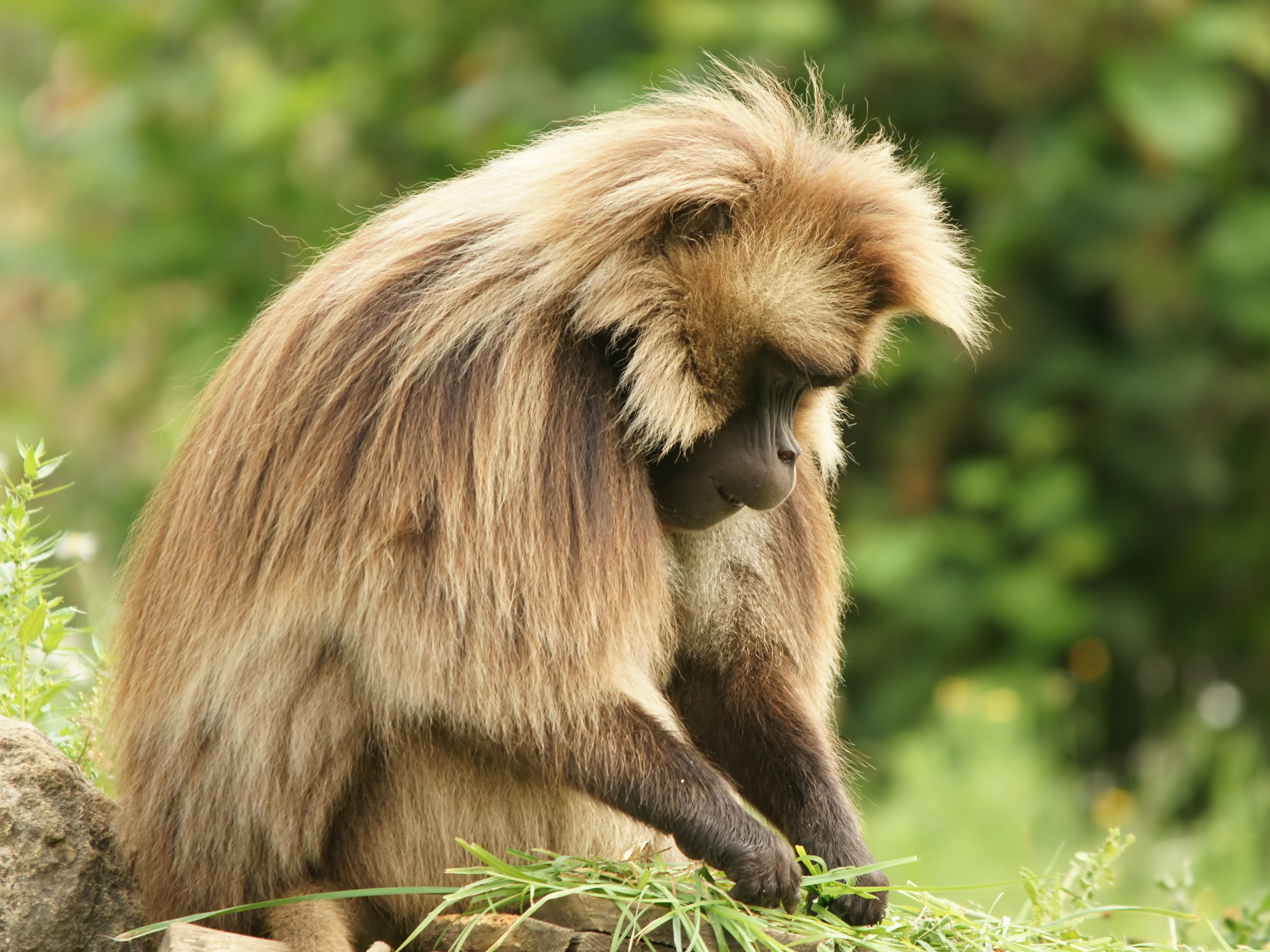
Theropithecus gelada
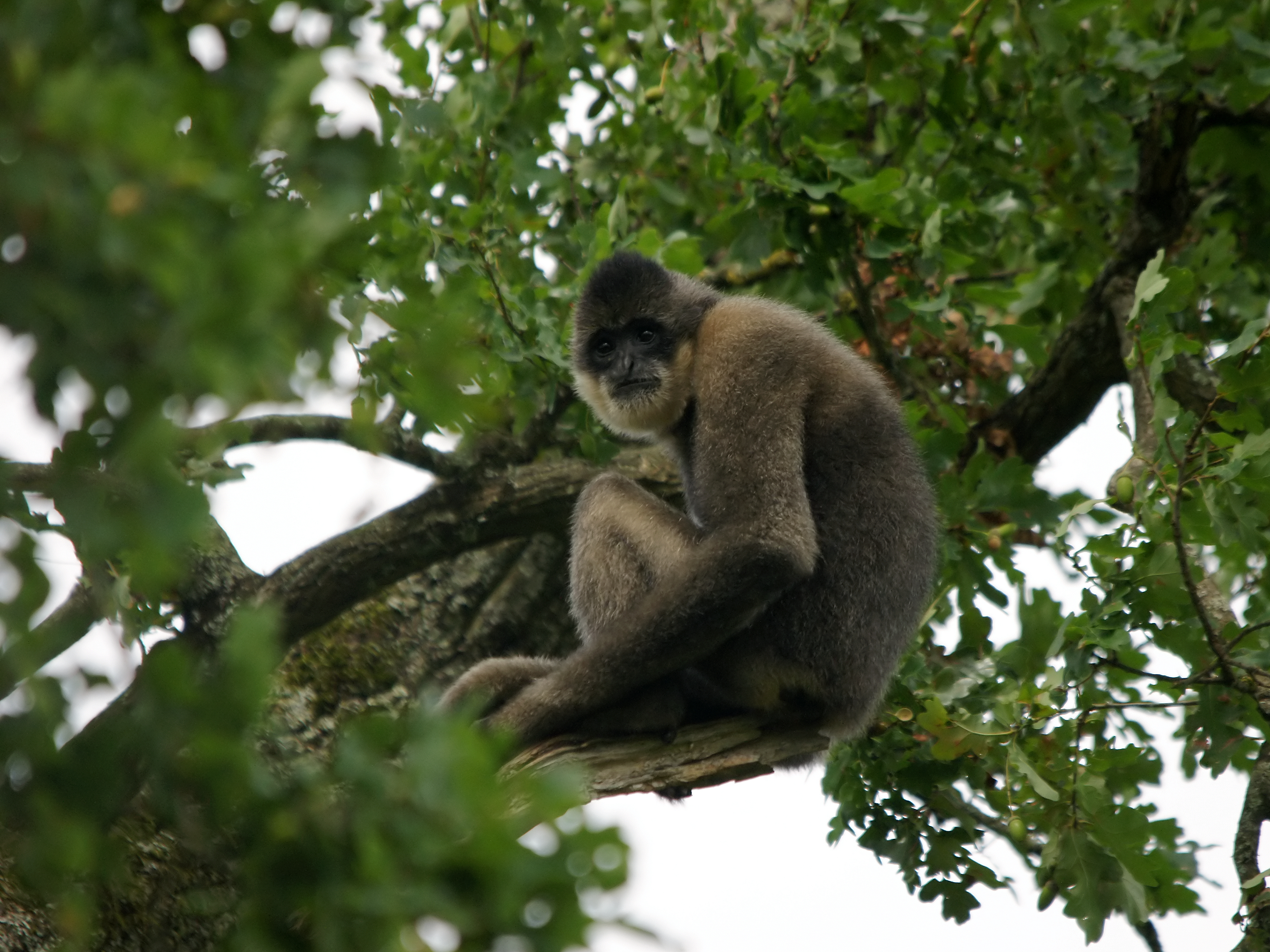
Nomascus leucogenys
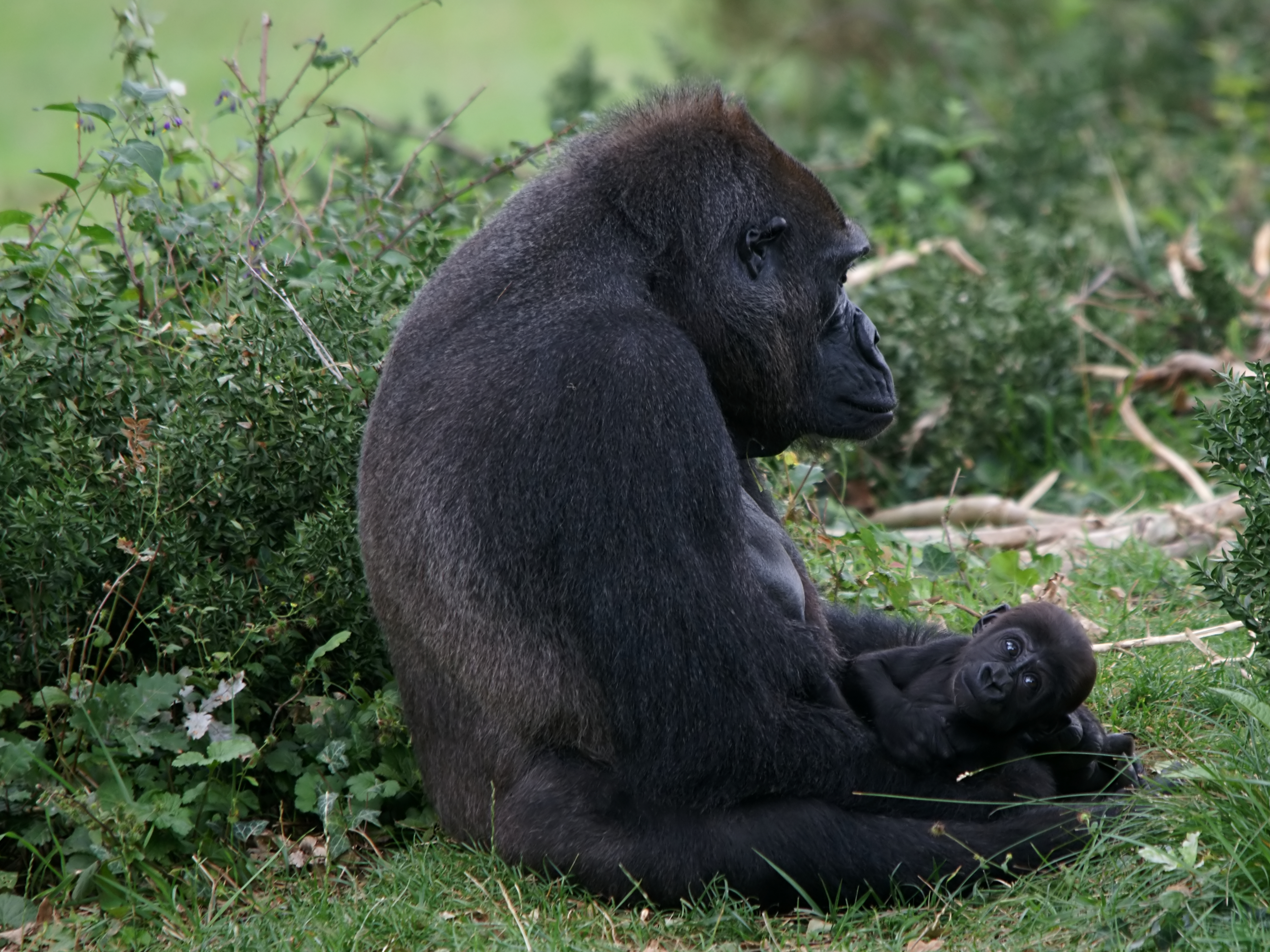
Gorilla gorilla
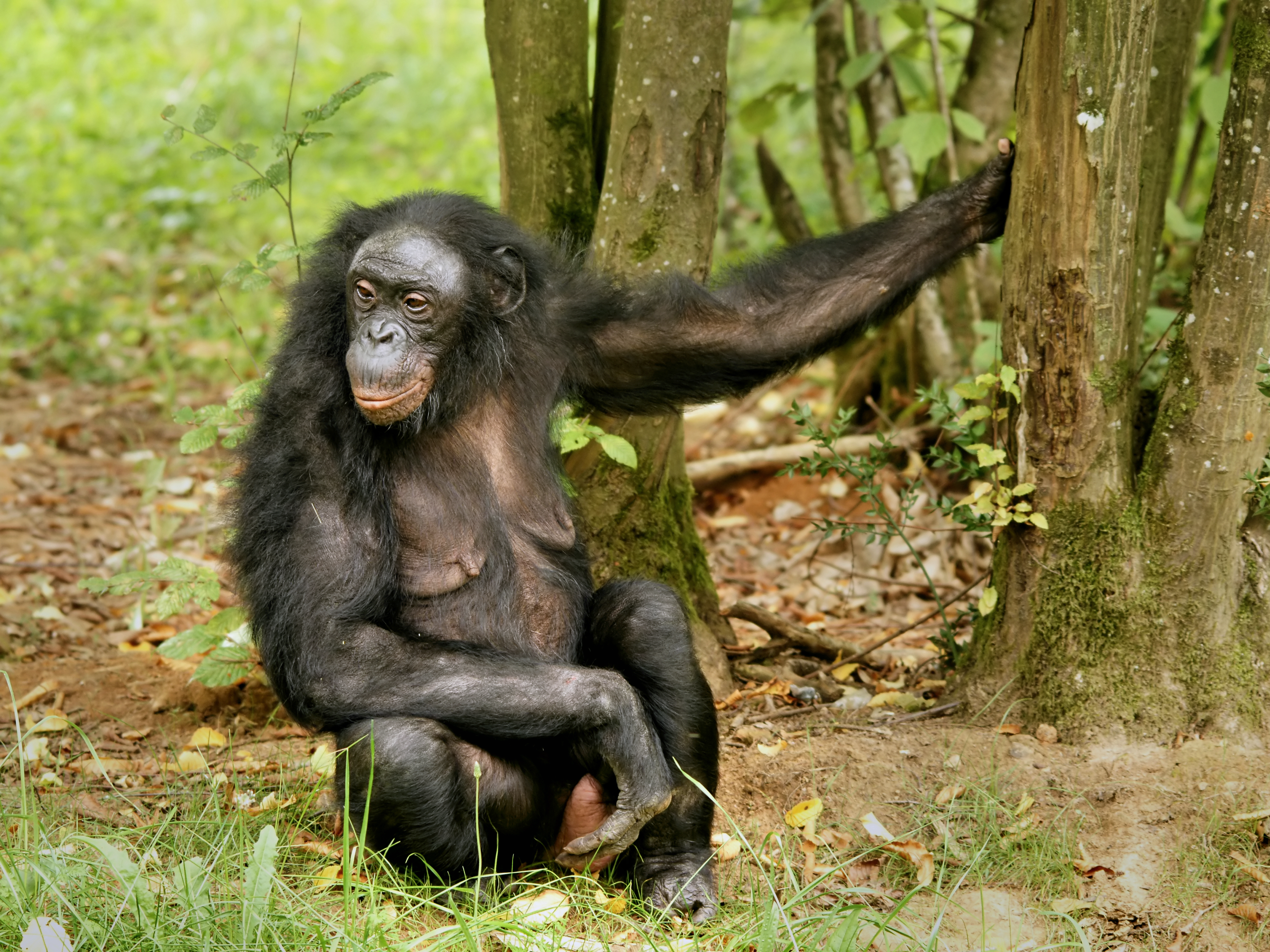
Pan paniscus
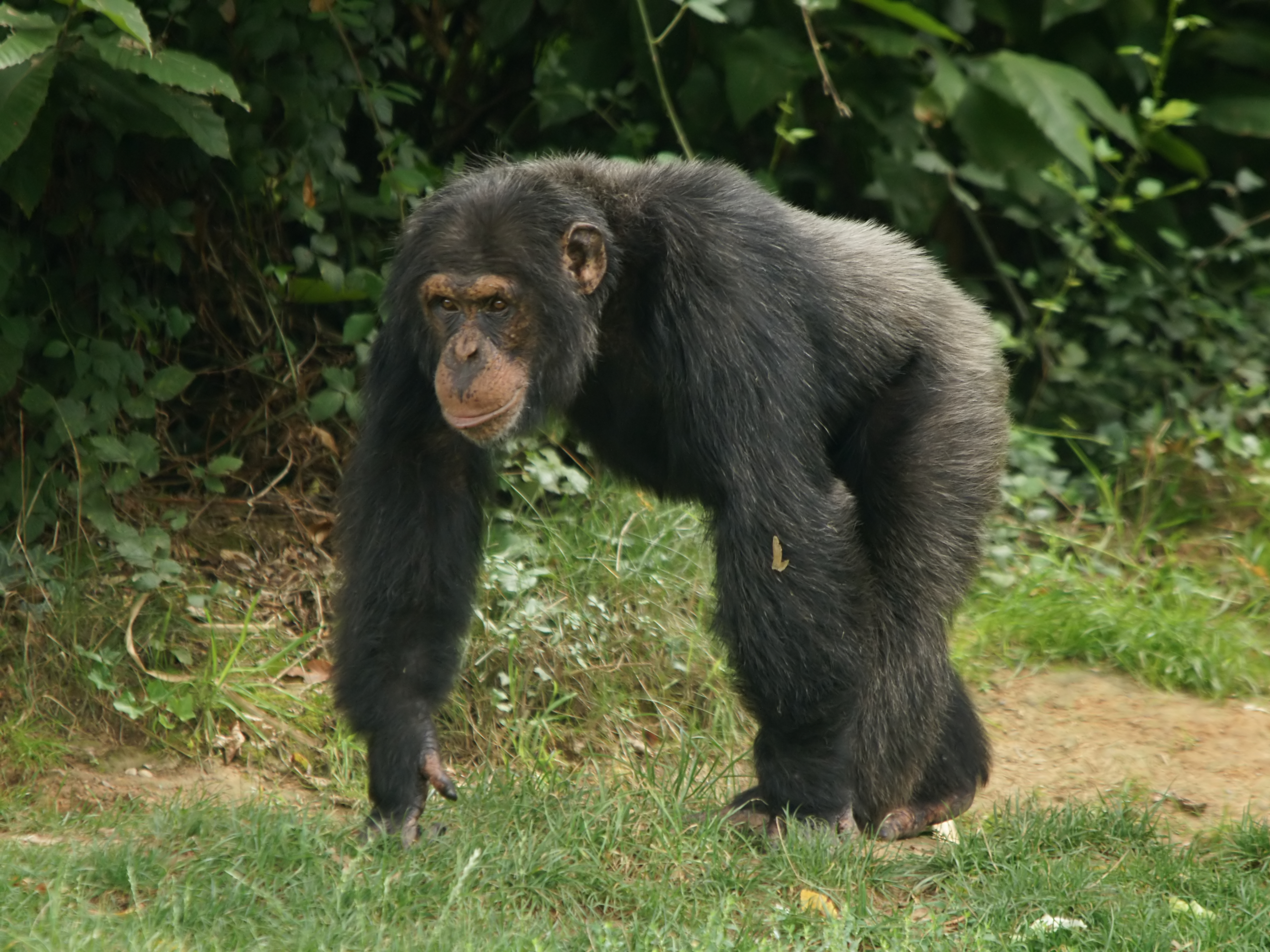
Pan troglodytes

## Fokprogramma's
Het park neemt deel aan meerdere internationale fokprogramma's en coördineert en beheert de EEP-stamboeken voor de bosduivel en de witschouderkapucijnaap.